# 줄리앤 무어
줄리앤 무어(영어: Julianne Moore, 1960년 12월 3일 ~ )는 미국, 영국의 배우이다. 본명은 줄리 앤 스미스(Julie Anne Smith)이다. 할리우드 대규모 영화부터 소규모 독립 영화까지 규모와 장르에 국한되지 않고 다양한 작품에 왕성히 출연하는 배우로 알려져 있다. 특히나 감성적인 불안을 지닌 여성의 심리 묘사를 섬세히 표현하는 것이 특기로 알려져 있다. 아카데미상, 골든 글로브상, 에미상, 영국 아카데미상 등 영미권 주요 배우상은 물론 세계 3대 영화제인 칸, 베를린, 베네치아 영화제의 여우주연상까지 제패한 세계적 수준의 배우이다.
보스턴 대학교의 소극장에서 연극을 공부한 후, 이후 텔레비전 시리즈의 역할로 그의 연기 경력을 시작했다. 1985년부터 1988년까지, 그는 고정적으로 연속극 《애즈 더 월드 턴즈》에 출연하며 에미상(데이타임) 신인상을 수상했다. 그는 영화 《공포의 3일밤》으로 스크린에 첫 데뷔를 하였고, 그는 이후 4년여동안 작은 역할으로 출연을 계속하다가 스릴러를 포함한 《요람을 흔드는 손》에 출연하였다. 로버트 올트먼 감독의 《숏 컷》(1993)으로 처음으로 평단의 중요한 주목을 받았고, 《42번가의 반야》(1994)와 《세이프》(1995)에서의 잇따른 연기의 지속적인 찬사를 받았다. 블랙버스터 주연작의 역할은 《나인 먼쓰》(1995)와 《쥬라기 공원 2: 잃어버린 세계》(1997)에 출연하며 그는 할리우드 최고의 배우로 인정 받았지만, 그는 조연 역할으로도 지속적으로 출연하였다.
1990년 말부터 2000년대 초까지 일반적으로 많은 인정을 받았으며, 아카데미상에 후보 지명 된 영화 《부기 나이트》(1997), 《엔드 오브 어페어》(1999), 《파 프롬 헤븐》과 《디 아워스》(2002)에서 그는 1970년대 포르노 배우, 이외에 세 편의 영화에서 그는 억압된, 20세기 중반 가정주부로 등장했다. 그는 또한 영화 《위대한 레보스키》(1998), 《매그놀리아》(1999), 《한니발》(2001), 《칠드런 오브 맨》(2006), 《싱글 맨》(2009)과 《에브리바디 올라잇》(2010)로 큰 성공을 거두었고, 세라 페일린을 연기한 텔레비전 영화 《게임 체인지》(2012)으로 그의 연기는 다수의 시상식에서 수상하였다.
2014년, 알츠하이머 환자를 연기한 영화 《스틸 앨리스》로 그는 아카데미상과, 《맵 투 더 스타》로 칸 영화제 여우주연상을 수상하였고, 전 세계적으로 높은 흥행 수익을 기록한 《헝거 게임》 시리즈에 합류하였다.
연기 뿐만 아니라, 캐릭터 "주근깨 투성이 딸기"(원제: Freckleface Strawberry)에 대한 아동 도서 시리즈를 쓰기 시작했다. 영화 감독 바트 프레인들릭와 결혼해, 슬하에 1남 1녀를 두었다.

## 젊은 시절
본명은 줄리 앤 스미스로 1960년 12월 3일에, 미국 노스캐롤라이나주의 군사시설이 위치한 포트 브래그에서 태어났다. 그의 아버지 "피터 무어 스미스"(Peter Moore Smith)는 미국 군대의 낙하산 부대원으로, 이후 대령 계급으로 진급해, 군 법무관으로 재직했다. 그의 어머니는 "앤 스미스"(이전의 성씨는 러브; 1940–2009년 사망),로 스코틀랜드 그리녹 출신의 1950년대 미국 이민자이며 심리학자와 지적 장애인을 위한 사회 사업에 종사했다. 형제로는 여동생 "발레리"와 소설가인 남동생 "피터 무어 스미스"가 있다. 그는 자신이 반 스코틀랜드인라고 주장하며 고인이 된 어머니를 생각해 2011년 영국 시민권을 취득했다.

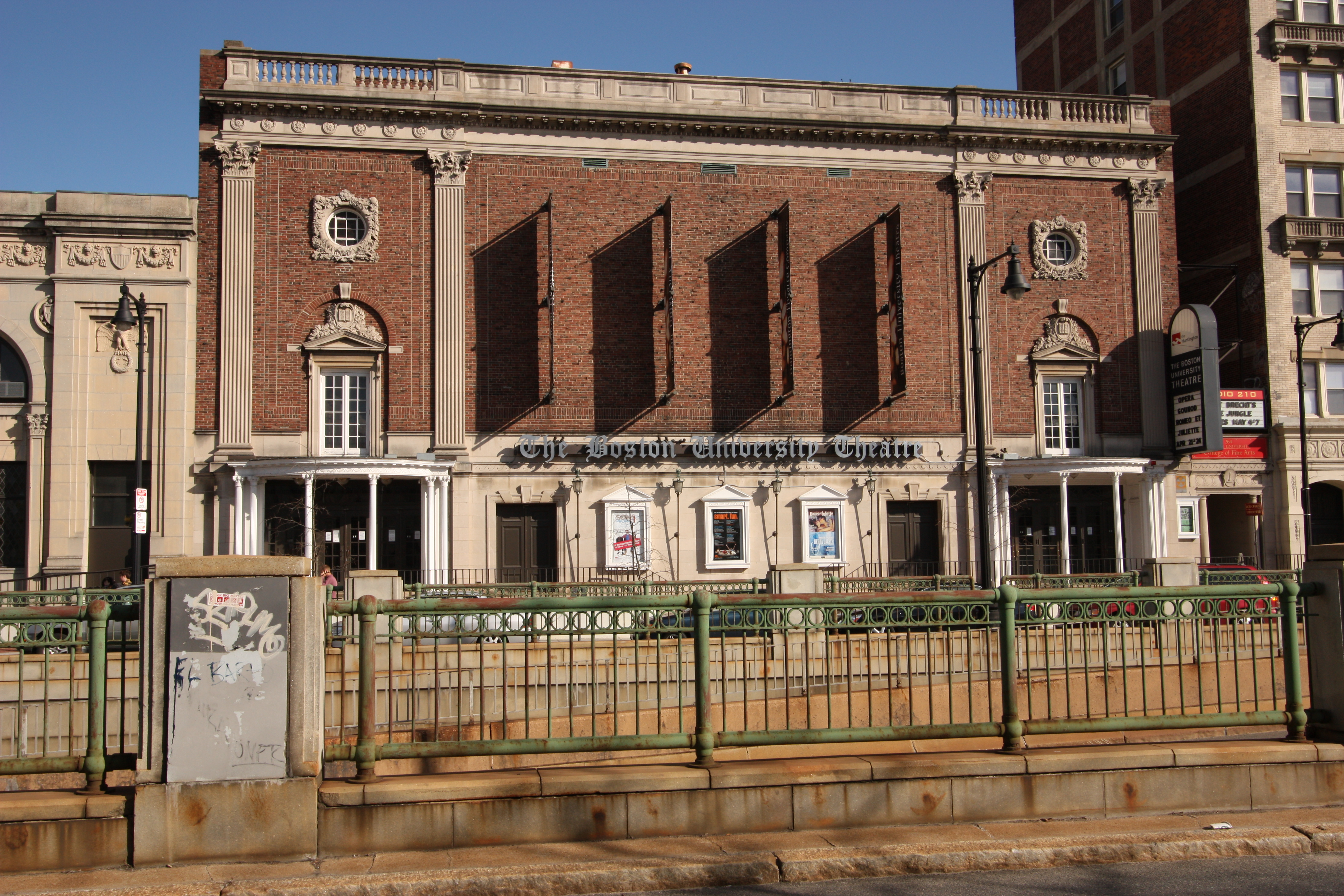
무어가 배우가 되기전 연습한 보스턴 대학교의 소극장

무어는 아버지의 직업으로 인해 어린 시절, 미국의 여러 지역으로 이동해야 했다. 그는 그 결과로 가족과 친밀해 질 수 있었지만, 하나의 특정한 장소에서의 추억은 없었다고 말한다. 가족은 앨라배마주, 조지아주를 포함한 텍사스주, 파나마, 네브래스카주, 알래스카주, 뉴욕과 버지니아주 및 여러 지역에서 살았으며, 무어는 9개의 다른 학교에 이동해야만 했다.
거듭되는 이동으로 어린 시절 불안정한 마음도 있었지만, 그는 친구들과의 사이에 있어 확고히 우정을 다져갔다. 이러한 어려움에도 불구하고, 무어는 이후에 순회 생활에 대해 그의 미래 경력에 도움이 되었다고 말했다.
무어가 16세가 되던 해, 가족은 독일 프랑크푸르트로 이동했고, 그는 프랑크푸르트 미국인 고등학교에 입학했다. 그는 영리하고 학구적인 학생이였고, 자칭 "좋은 소녀"라고 말하며 이전에 미래의 직업은 의사를 꿈꾸었다. 그는 당초 연기를 고려해 본적은 없었지만, 하지만 열혈한 독서가로 극장에 참석해 문학 선생님의 권유를 받아 처음에는 취미로 학교에서 연기를 시작했다. 그는 《타르튀프》와 《메데아》를 포함한 여러 연극에 출연하며 그의 영화 교사의 격려로 연극 경력을 계속해 나가기로 결정하였다. 무어의 부모는 그의 결정을 존중해 지원을 했지만, 그는 대학 학위를 보장하기 위해 대학교에서 연습할 것을 요청했다.
그는 1983년 보스턴 대학교 파인 아트디자인 학사(BFA)를 받았다.

## 작가

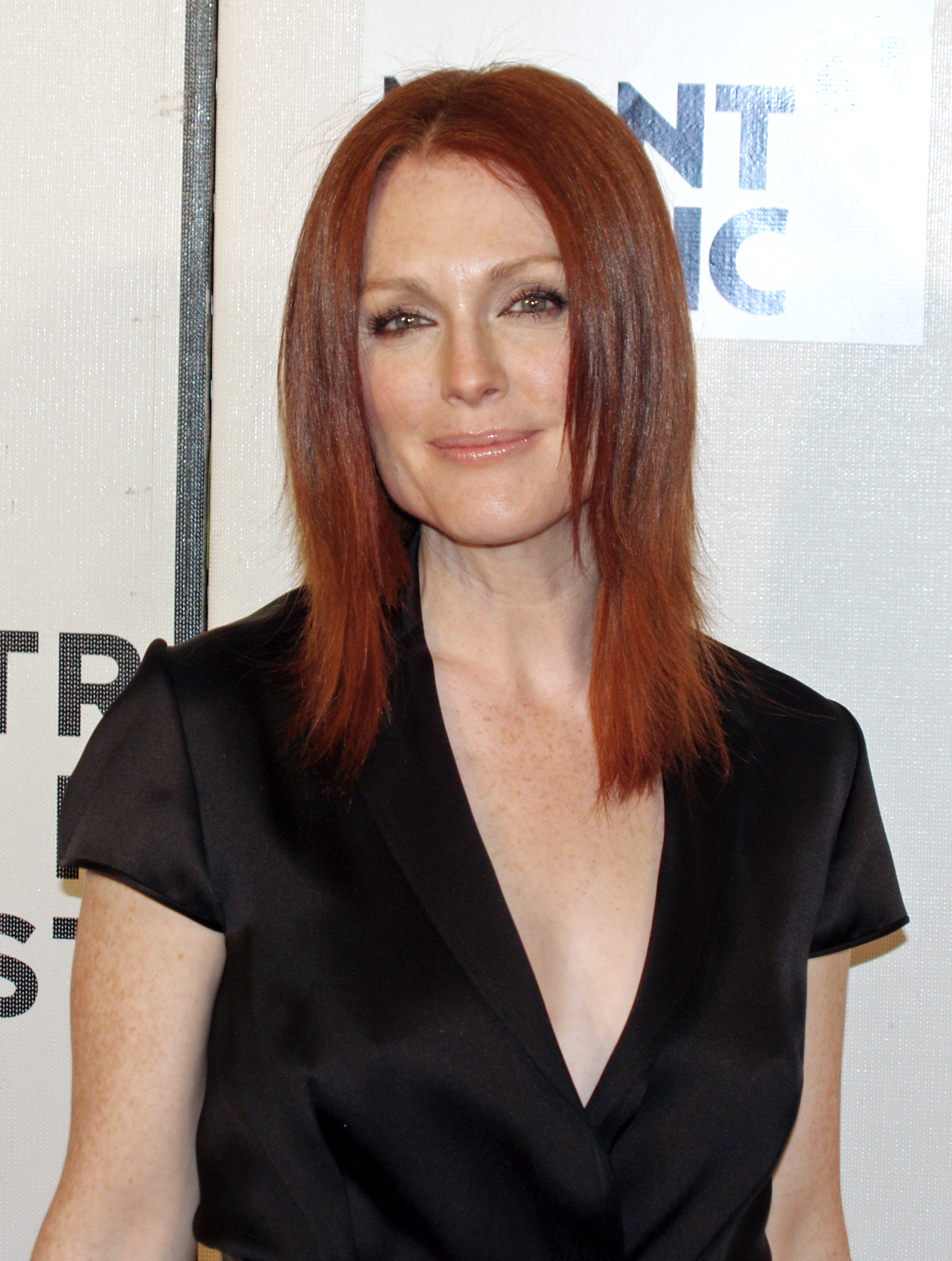
2008년 트라이베카 영화제에서 무어.

무어는 동시에 연기 활동과 함께, 아동 작가로서도 인정 받았다. 그의 첫 책 "주근깨 투성이 딸기"(원제: Freckleface Strawberry)는 2007년 10월에 발간 되어 "뉴욕 타임즈" 베스트 셀러가 되었다. 어린 시절 주근깨투성이인 얼굴 때문에 놀림거리가 됐던 자신의 경험을 살려 쓴 반 자서전의 이 책은 "친구들에게 놀림거리인 주근깨를 없애고자 갖은 노력을 다해보지만 결국 이를 받아들이는 소녀의 이야기"를 담고 있다. 그의 어린 아들이 자신의 외모의 한 부분을 싫어하기 시작했을 때 무어는 책을 쓰기로 했다. 그는 주근깨에 대한 조롱과 다른 아이들이 "주근깨 투성이 딸기"라고 했을 때 그는 자신의 어린 시절을 생각나게 했다. 대한민국에서는 2008년 "주근깨가 어때서?"라는 제목으로 번역되어 발간되었다.
이 책은 시리즈로 2015년까지 계속해, 총 4권의 후속 편이 나올 예정으로; 2009년 "주근깨 얼굴 딸기와 닷지볼 불리"(원제: Freckleface Strawberry and the Dodgeball Bully)과 2011년 "주근깨 투성이 딸기: 최고의 친구 영원히"(원제: Freckleface Strawberry: Best Friends Forever)이 발간되었다. 두 아이들이 자신의 문제를 극복 할 수 있는 메시지를 전달하고 있다. 2015년에는 마지막 시리즈의 "주근깨 투성이 딸기: 백팩스!"(원제: Freckleface Strawberry: Backpacks!)가 발간되었다. 무어는 앞으로 2권의 책을 더 쓸 예정으로 출판사 랜덤 하우스와 계약하였다.
2010년 10월, 《주근깨 투성이 딸기》는 로즈 카이오라와 개리 쿠퍼의 각본으로 뮤지컬로 제작되어 뉴욕 뉴 월드 극장에서 초연 되었다. 무어는 특히 이 책의 젊은 타켓 고객을 유지하는 의견을 출판사에 요청했다. 쇼는 이후 여러 장소에서 허가를 받아 공연 되었고, 그는 "극도로 만족스러워하며 매우 자랑스러워 했다."
2013년 무어는 "우리 엄마는 외계인"(원제: My Mom is a Foreigner, But Not to Me)을 발간했으며, 이 책은 이민자 가정에서 성장한 그의 경험을 토대로 외국인을 엄마로 두고 있고 자신의 반쪽이 늘 외국인이라고 생각하는 아이가 제 눈에 비친 엄마를 이야기하고 있다. 이 책에서 그는 언어나 풍습, 먹는 음식이 달라도 '엄마는 누구에게나 똑 같은 엄마'라는 메시지를 전하고 있다. 이 책은 퍼블리셔스 위클리와 커커스 리뷰에서 다소 부정적인 평가를 받았는데; 운문과 운율 사용에서 비판을 받았지만 순수한 의도로 한 것으로 인정되었다.

## 사생활

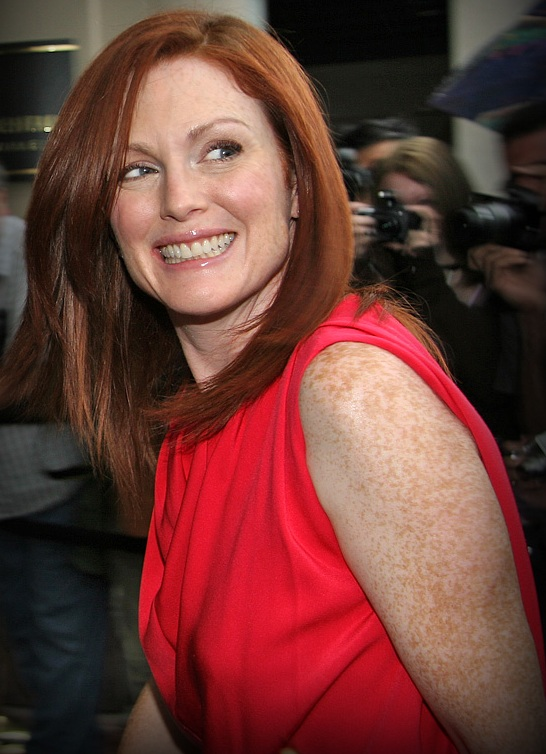
2008년 9월 토론토 국제 영화제에서 무어.

연극 감독 겸 배우 존 굴드 루빈과 1984년에 처음 만나 2년 후에 결혼하였다. 하지만 그들은 1993년에 별거에 들어가 1995년 이혼이 마무리 되었다. 그는 이후, "나는 너무 일찍 결혼하였고, 나는 정말이지 원하지 않았다."라고 설명했다.
1996년 영화 《세상의 이름으로》의 감독 바트 프레인들릭과 연인 관계로 발전했다. 두 사람 사이에는 두 명의 자녀; 아들 "갈렙 프레인들릭"(1997년 12월 출생)과 딸 "리브 헬렌 프레인들릭"(2002년 4월 출생)이 있다. 그들은 2003년 8월 결혼식을 올렸으며, 뉴욕 로어맨해튼 근처의 그리니치빌리지에서 거주하고 있다. 무어는 인터뷰에서 "우리는 매우 견고한 가족 생활을 하고 있으며, 내가 지금까지 했던 일들 중에서 가장 만족스러운 일이다."라고 언급하였다. 그는 일을 할 때도 가족과 가까이하려 노력하며, 그는 부모로서 현실적인 선택을 한다.
정치 성향은 사회자유주의이며, 2008년과 2012년 미국 대통령 선거에서 버락 오바마를 지지했다. 그는 임신 중절 합법화를 찬성하는 운동가이며, 미국 가족 계획 연맹(Planned Parenthood)의 이사회에 참여하고 있다. 그는 동성애자의 권리와 총기 규제법의 운동가이며, 2015년 10월에는 총기 사고 방지를 위한 단체 에브리타운 크레이티브 카운슬(Everytown Creative Council)을 설립했고 언론 보도에 따르면 이 단체에는 제니퍼 로렌스, 킴 카다시안, 리즈 위더스푼 등 할리우드 배우와 유명인들이 소속되어 있다. 2008년 세이브 더 칠드런의 예술 대사로 위촉 되었다.
무신론자로 알려져 있다.

## 출연 작품
2015년 9월 기준으로, 무어는 60편의 장편 영화, 4편의 텔레비전 영화와 4편의 텔레비전 시리즈에 출연했다. 미국의 리뷰 집계 사이트 로튼토마토에 따르면, 그의 가장 찬사를 받은 영화로는 《숏 컷》(1993), 《칠드런 오브 맨》(2006), 《에브리바디 올라잇》(2010), 《부기 나이트》(1997), 《파 프롬 헤븐》(2002), 《42번가의 반야》(1994), 《메이지가 알고 있었던 일》(2012), 《스틸 앨리스》(2014), 《세이프》(1995), 《싱글 맨》(2009)과 《매그놀리아》(2000)가 있다. 그의 영화 중에서 가장 높은 흥행 수익을 기록한 《헝거 게임: 모킹제이》(2014), 《쥬라기 공원 2: 잃어버린 세계》(1997), 《한니발》(2001), 《논스톱》(2014), 《요람을 흔드는 손》(1992), 《크레이지, 스투피드, 러브》(2011), 《나인 먼쓰》(1995), 《포가튼》(2004), 《디 아워스》(2002), 《에볼리션》(2001)과 《캐리》(2013)이 있다.

## 수상 및 후보
아카데미상에 후보 5회 지명되었으며, 골든 글로브상에 후보 8회 지명, 미국 배우 조합상(SAGs)에 후보 7회 지명과 영국 아카데미 영화상(BAFTAs)에 후보 4회 지명되었다. 이런 가운데, 그는 미국 아카데미상, 골든 글로브상, 영국 아카데미 영화상(BAFTA), 미국 배우 조합상 수상과 프라임타임 에미상과 데이타임 에미상을 수상했다. 또한, 그는 베를린 국제 영화제, 칸 국제 영화제와 베를린 국제 영화제를 모두 수상한 네 번째 배우이자 여성으로서는 두 번째 기록을 세웠다. 그의 널리 알려진 역할로는 《애즈 더 월드 턴즈》, 《부기 나이트》, 《이상적인 남편》, 《엔드 오브 어페어》, 《매그놀리아》, 《파 프롬 헤븐》, 《디 아워스》, 《싱글 맨》, 《에브리바디 올라잇》, 《게임 체인지》, 《맵 투 더 스타》와 《스틸 앨리스》이다.

## 관련 된 도서
- 무어, 줄리앤 (2007). 《주근깨 투성이 딸기(원제: Freckleface Strawberry)》. 그림: 르웬 팜. 뉴욕: 블룸스베리 주버나일 US. ISBN 978-1-59990-107-7.
- 무어, 줄리앤 (2009). 《주근깨 얼굴 딸기와 닷지볼 불리(원제: Freckleface Strawberry And The Dodgeball Bully)》. 그림: 르웬 팜. 뉴욕: 블룸스베리 주버나일 US. ISBN 978-1-59990-316-3.
- 무어, 줄리앤 (2011). 《주근깨 투성이 딸기: 최고의 친구 영원히(원제: Freckleface Strawberry Best Friends Forever)》. 그림: 르웬 팜. 뉴욕: 블룸스베리 주버나일 US. ISBN 978-1-59990-782-6.
- 무어, 줄리앤 (2013). 《우리 엄마는 외계인(원제: My Mom Is a Foreigner, But Not to Me)》. 그림: 멜Illustrated by 그림: 메일로 소. 샌 프란시스코: 클로니클 북스. ISBN 978-1-4521-0792-9.
- 무어, 줄리앤 (2015). 《주근깨 투성이 딸기: 백팩스!(원제: Freckleface Strawberry: Backpacks!) (Step into Reading)》. 그림: 르웬 팜. 뉴욕: 랜덤 하우스 북스. ISBN 978-0-385-39194-8.
- 무어, 줄리앤 (2015). 《주근깨 투성이 딸기: 점심, 혹은 그게 무엇이냐?(원제: Freckleface Strawberry: Lunch, or What's That?) (Step into Reading)》. 그림: 르웬 팜. 뉴욕: 랜덤 하우스. ISBN 978-0-385-39191-7.